# Михлин (село)
Михлин (укр. Михлин) — село в Городищенской сельской общине Луцкого района Волынской области Украины.
До 2020 года входило в Гороховский район.
Код КОАТУУ — 0720884601. Население по переписи 2001 года составляет 325 человек. Почтовый индекс — 45714. Телефонный код — 3379. Занимает площадь 9,15 км².